# Koralówki
Koralówki – część wsi Jaksice w Polsce położona w województwie małopolskim, w powiecie miechowskim, w gminie Miechów.
W latach 1975–1998 Koralówki należały administracyjnie do województwa kieleckiego, sąsiadując z województwem krakowskim.